# Тест на Кох
Тестът на Кох, още познат като „Тест с дърво“ е проективна рисувателна методика, разработена от Карл Кох. Индивидът се кара да нарисува голямо дърво с корона и психолог или психиатър оценяват различните аспекти на нарисуваното дърво, за да разберат повече за личността, която се оценява. Има 59 аспекта, по които се оценява нарисуваното дърво като корени, стъбло, клони, корона, листа, дупки в дървото и така нататък.